# Čelebići (Republika Serbska)
Čelebići (cyr. Челебићи) – wieś w Bośni i Hercegowinie, w Republice Serbskiej, w gminie Foča. W 2013 roku liczyła 57 mieszkańców.